# Peroxyde de carbamide
Le couplage peroxyde d'hydrogène - urée (également appelé hyperol ou artizone) est un solide composé de peroxyde d'hydrogène et d'urée. C'est un solide cristallin blanc qui se dissout dans l'eau pour donner du peroxyde d'hydrogène libre. Souvent appelé peroxyde de carbamide dans les cabinets dentaires, il est utilisé comme une source de peroxyde d'hydrogène pour le blanchiment, la désinfection et l'oxydation. Le peroxyde de carbamide contient du peroxyde d'hydrogène solide, libérable dans l'eau, il offre ainsi une plus grande stabilité et une meilleure contrôlabilité comparé au peroxyde d'hydrogène liquide lorsqu'il est utilisé comme agent oxydant.

## Production
Pour la préparation du composé, de l'urée (qui est stable avec les agents oxydants tels que le peroxyde d'hydrogène) est dissous dans 30 % de peroxyde d'hydrogène (rapport molaire de 2:3) à des températures inférieures à 60 °C. En refroidissant, le peroxyde d'hydrogène et l'urée précipitent sous la forme de petites plaquettes.
La détermination de la quantité de peroxyde d'hydrogène par titrage avec une solution de permanganate de potassium donne une valeur de 35,4 %, ce qui correspond à 97,8 % de la valeur maximale théorique. Le reste de l'impureté se compose d'urée.
L'adduit peut être stabilisé par l'ajout d'environ 1 % de pyrophosphate de sodium, hexamétaphosphate de sodium, d'acide dihydroxybutanedioic ou d'EDTA-Na2, puisque ceux-ci complexent les ions de métaux lourds catalytiquement actifs qui pourraient déstabiliser la molécule.
Le peroxyde d'hydrogène cristallise avec l'urée dans une stœchiométrie 1:1. Le composé est simplement produit (de l'ordre de plusieurs centaines de tonnes par an) par la dissolution de l'urée dans un excès de peroxyde d'hydrogène concentré en solution, suivie de la cristallisation. La synthèse en laboratoire est analogue.

## Structure et propriétés
Le peroxyde d'hydrogène-urée est facilement soluble dans l'eau, inodore, solide cristallin, qui est disponible en tant que poudre blanche ou des aiguilles ou de plaquettes incolores. Lors de la dissolution dans divers solvants, le complexe de rapport 1:1 se dissocie redonnant de l'urée et du peroxyde d'hydrogène. Ainsi, tout comme le peroxyde d'hydrogène, l'adduit est un oxydant , mais sa décomposition à température ambiante en présence de catalyseurs se fait d'une manière contrôlée, ainsi le composé est conçu comme un remplacement plus sécurisé qu'une solution aqueuse de peroxyde d'hydrogène, qui est instable. En raison de la tendance à la décomposition thermique, qui s'accélère à des températures supérieures à 82 °C, il ne doit pas être chauffé au-dessus de 60 °C, en particulier à l'état pur.
La solubilité des échantillons commerciaux varie de 0,05 g/ml à plus de 0,6 g/ml. La structure de l'état solide de cet adduit a été déterminée par diffraction de neutrons.

## Utilisation

### Désinfectant et agent de blanchiment
Le peroxyde d'hydrogène-urée est principalement utilisé comme un désinfectant et un agent de blanchiment dans les cosmétiques et les produits pharmaceutiques. En tant que médicament, ce composé est utilisé dans certaines préparations pour le blanchiment des dents,. Il est également utilisé pour soulager l'inflammation mineure des gencives, de la muqueuse buccale et les lèvres, notamment les aphtes et les irritations dentaires et pour émulsionner et disperser le cérumen.
Le peroxyde de Carbamide est également utilisé comme un désinfectant, par exemple pour réduire les germes des lentilles de contact  ou comme antiseptique pour les bains de bouche, des gouttes pour les oreilles ou pour les plaies superficielles et des ulcères.

### Réaction dans des synthèses organiques
Dans les laboratoires, il est utilisé comme un remplaçant, plus facilement manipulé, du peroxyde d'hydrogène,. Il s'est avéré être un agent oxydant stable, facile à manipuler et efficace, qui est facilement contrôlable par un choix approprié des conditions de réaction. Il offre des produits d'oxydation respectueux de l'environnement et, a souvent, des rendements élevés en particulier en présence de catalyseurs organiques tels que l'anhydride cis-butènedioïque ou de catalyseurs inorganiques tels que le tungstate de sodium.
Il convertit les thiols de manière sélective en disulfures, les alcools secondaires en cétones, les sulfures en sulfoxydes et sulfones, les nitriles en amides, les hétérocycles azotés en amine oxydes, les hydroxyaldéhydes aromatiques en diphénols (oxydation de Dakin) et donne, dans des conditions appropriées l'acide benzoïque correspondant.
Il oxyde les cétones en esters, en particulier les cétones cycliques, telles que les cyclohexanones ou cyclobutanones pour donner des lactones (réarrangement de Baeyer-Villiger).
Il permet l'époxydation de différents alcènes en présence de benzonitrile donnant des oxiranes avec des rendements de 79 à 96 %.
L'atome d'oxygène transféré à l'alcène est originaire d'un produit intermédiaire temporaire formé à partir du benzonitrile. L'acide iminé résultant se tautomérise en benzamide.

## Sécurité
Le composé agit comme un puissant oxydant et peut causer des irritations de la peau et des lésions oculaires graves.